# Амазонска ласица
Амазонска ласица (лат. Mustela africana) је сисар из реда звери, породице куна и рода ласица. 

## Распрострањење
Врста је присутна у Боливији, Бразилу, Еквадору, Колумбији и Перуу.

## Станиште
Амазонска ласица има станиште на копну.

## Угроженост
Ова врста није угрожена, и наведена је као последња брига јер има широко распрострањење.

### Популациони тренд
Популациони тренд је за ову врсту непознат.